# Melfand stories
Melfand Stories é um jogo de ação e plataforma com elementos de RPG, desenvolvido pela Sting Entertainment e publicado pela ASCII para o Super Famicom. Lançado em 25 de março de 1994, o jogo foi distribuído exclusivamente no Japão e nunca recebeu um lançamento oficial em outras regiões, embora tenha sido posteriormente traduzido por fãs para inglês e espanhol.
O enredo de Melfand Stories se passa em um reino fictício onde o rei é assassinado por seu ministro traidor, Nomolwa, que assume o trono e governa o país com crueldade. Cinco anos depois, quatro heróis se reúnem para lutar contra o tirano e restaurar a paz no reino. O jogo oferece diferentes finais, dependendo das escolhas dos jogadores ao longo das fases.
A jogabilidade permite que até dois jogadores controlem personagens com diferentes habilidades e atributos, como força, velocidade e alcance dos golpes. Durante o jogo, os heróis podem coletar feitiços e itens que os ajudam a derrotar inimigos e chefes.
Visualmente, Melfand Stories se destaca por seu uso criativo de efeitos de paralaxe e Mode 7, característicos da era dos 16-bits, proporcionando uma experiência gráfica imersiva. A trilha sonora, disponível online, também contribui para a atmosfera envolvente do jogo.
Embora não tenha alcançado grande popularidade fora do Japão, o jogo conquistou uma base de fãs leal, graças à sua combinação única de ação, narrativa e jogabilidade estratégica.